# 乌维德阿
乌维德阿（西班牙語：Ubidea）是西班牙巴斯克自治区比斯开省的一个市镇。总面积3平方公里，总人口162人（2001年），人口密度54人/平方公里。